# Teatro Pacini (Pescia)
Il Teatro Pacini è un teatro situato a Pescia.

## Storia e descrizione
Intitolato dal 1889 al compositore catanese Giovanni Pacini, il teatro, realizzato per incarico dell'Accademia degli Affilati: un gruppo di privati, prevalentemente nobili, mossi dall’amore per l’opera lirica che si unirono in una vera e propria impresa con costi e rischi.
Fu inaugurato nel 1728 con tipologia di platea a U e 40 palchi (progetto dell'architetto Giovanni Antonio).
Un primo importante intervento di ristrutturazione risale al 1793-95 quando, su disegno dell'architetto Niccolò Paoletti,  furono aumentati e ricostruiti i palchi.
Nel 1842, su progetto di Pietro Bernardini, la pianta del teatro assunse la tipologia a ferro di cavallo, vennero trasformate le aperture dei palchi e fu rinnovata la sua decorazione con stucchi e pitture (quelle del palcoscenico, i sipari e gli scenari, furono opera di Giovanni Pessuti).

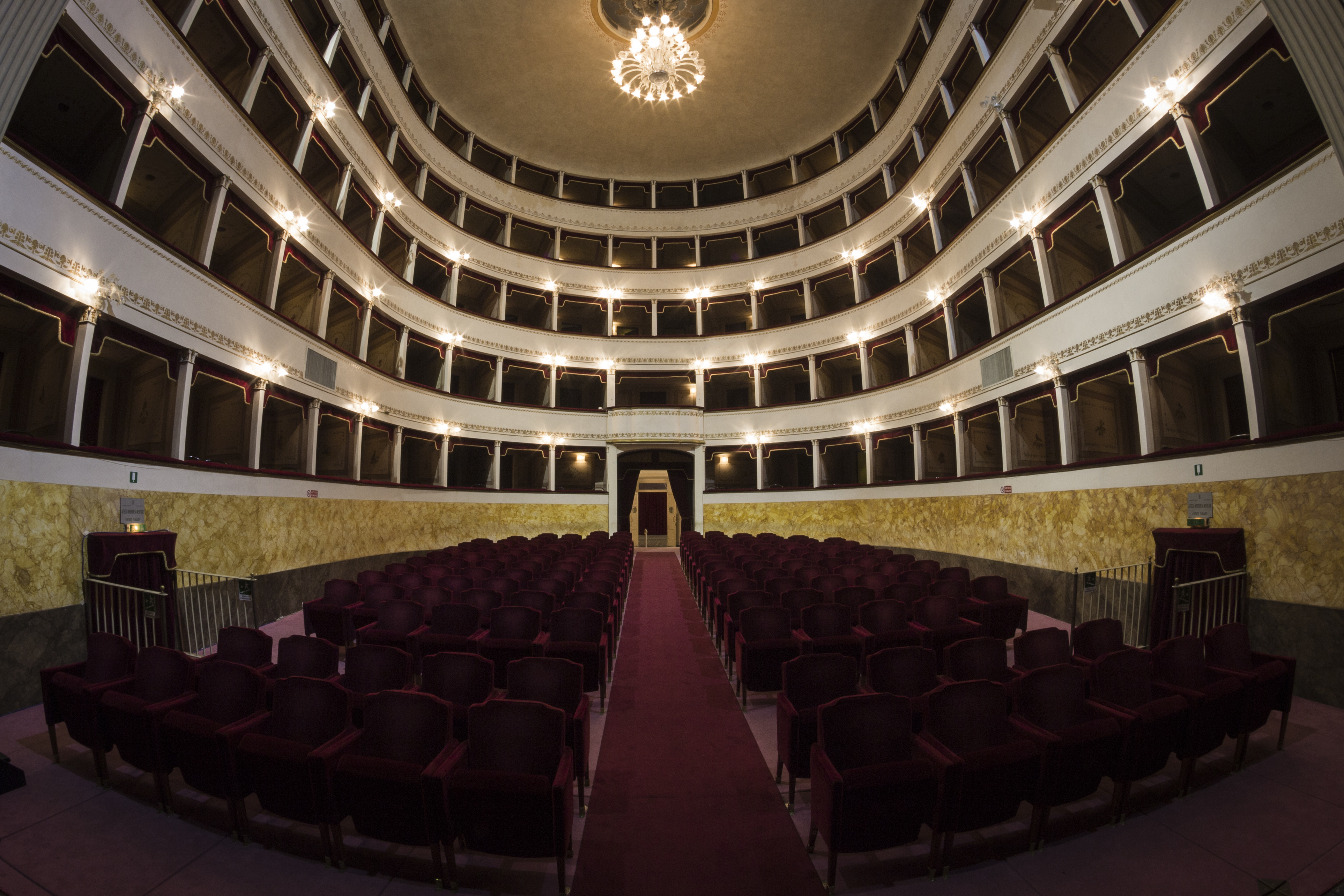
La sala

Nel 1888 a seguito di importanti cambiamenti interni all'Accademia, il teatro fu oggetto di un altro importante intervento per la messa a norma secondo quanto previsto dall'allora vigente normativa: furono realizzate nuove uscite di sicurezza con scale verso il fiume; fu isolato il palcoscenico dalle strutture portanti del soffitto con una parete di mattoni vuoti;  vennero eseguite nuove decorazioni pittoriche dell'interno per opera del pittore Ugolino Ugolini; venne infine abbassato il palcoscenico, furono rifatte le drapperie in color rosso e le panche della platea. Nel 1889, con la rappresentazione dell'opera lirica Saffo di Giovanni Pacini, il teatro venne riaperto.
I primi anni del Novecento sono contrassegnati da varie riforme interne all'Accademia che si concluderanno col suo scioglimento e da alcuni interventi di innovazioni nell'impiantistica realizzati su progetto di Ugo Pergola: impianto elettrico, nuovi camerini, ignifugazione delle scene e creazione di tre corridoi di percorrenza in platea.
Altri interventi sul teatro si verificarono nel primo dopoguerra per ampliare la platea e i posti nei palchi e ancora nel secondo dopoguerra quando si dovette rimediare ai danni provocati alle coperture dalle continue esplosioni delle bombe tedesche per far saltare il ponte San Francesco (1947-49, ingegner Guido Michelotti).
Il restauro più recente attuato nell'ambito del Progetto Integrato FIO-Regione Toscana per l'edilizia teatrale su progetto dell'architetto Francesco Gurrieri e supportato da una vasta campagna di ricognizione documentaria sulle fonti di archivio del Teatro condotta da Daniela Lamberini, oltre a restituire il teatro ai suoi valori più autentici lo ha dotato delle più moderne attrezzature scenotecniche capaci di soddisfare le attuali esigenze di messinscena.